# Roberto Ayza
Roberto Ayza Berça (sinh ngày 19 tháng 5 năm 1981 ở São Caetano do Sul) là một tiền đạo bóng đá người Brasil, thi đấu cho Mioveni.